# Eupithecia pulgata
Eupithecia pulgata är en fjärilsart som beskrevs av Paul Dognin 1899. Eupithecia pulgata ingår i släktet Eupithecia och familjen mätare. Inga underarter finns listade i Catalogue of Life.